# 中山北路街道
中山北路街道是中华人民共和国河南省鹤壁市鹤山区下辖的一个街道办事处。

## 行政区划
中山北路街道下辖以下村级行政区划单位：
西一巷社区、西二巷社区、东岭社区和东巷社区。